# Рихвал
Рихвал (пољ. Rychwał) град је у Пољској у Војводству великопољском. По подацима из 2012. године број становника у месту је био 2364.

## Становништво
| 2012. |
| ----- |
| 2.364 |